# San Potito Ultra
San Potito Ultra là một đô thị (comune) thuộc tỉnh Avellino trong vùng Campania của Ý. San Potito Ultra có diện tích km2, dân số là người (thời điểm ngày 1/5/2009).